# Société des amis du musée de La Poste
La Société des amis du musée de La Poste (SAMP) est une association française loi de 1901 créée en 1947 avec  pour but l'augmentation et la valorisation des collections historiques postales et philatéliques de L'Adresse - Musée de La Poste, à Paris.
Elle publie une revue trimestrielle, Relais, depuis 1983 et un blog depuis 2007.
Le premier président de la SAMP fut Charles ab der Halden.